# Heikki Lyytinen
Heikki Juhani Lyytinen (Kuopio, 24 de junho de 1946) é um professor e pesquisador de neurociências finlandês. Heikki é conhecido por ser o desenvolvedor do GraphoGame.
Juntamente com seus colegas, Lyytinen escreveu vários livros sobre psicologia e mais de 200 artigos científicos principalmente sobre psicologia (desde 2007).

## Prêmios e honrarias
- 1994 - Kone Prize[2]
- 1996 - Schild Scientist award da Fundação de Cultura Finlandesa[2]
- 2004 - Prêmio Nokia[3]
- 2005 - University Award for Public Information[2]
- 2005 - Prêmio Nórdico Philips de 50.000 euros em reconhecimento ao seu meritório trabalho de pesquisa relacionado às dificuldades de aprendizagem de crianças[4]
- 2012 - Prêmio Allvar[5]